# Руководство Чечни после 1991 года
Ниже представлен список руководителей высших органов власти политических образований на территории Чечни после её выхода из состава Чечено-Ингушской Автономной Советской Социалистической Республики в 1991 году: непризнанной Чеченской Республики Ичкерия и Чеченской Республики в составе Российской Федерации.

## Руководители Чеченской Республики Ичкерия (с 1991)
- 8 июня 1991 — 14 января 1994 — Чеченская Республика (Нохчийчоь)[1]
- C 14 января 1994 — Чеченская Республика Ичкерия[2]

### Главы государства
| Начало полномочий                                                    | Конец полномочий | Имя                    | Примечание |
| -------------------------------------------------------------------- | ---------------- | ---------------------- | --- |
| Председатель Исполкома Общенационального конгресса чеченского народа |                  |                        | |
| 8 июня 1991                                                          | 2 ноября 1991    | Джохар Дудаев          | 8 июня 1991 года сессия Общенационального конгресса чеченского народа приняла решение о провозглашении Чеченской Республики (Нохчийчоь) и низложении Верховного Совета Чечено-Ингушской АССР. Исполком ОКЧН объявлен временным органом власти на территории Чечни. 1 октября 1991 года решением Председателя Временного Высшего Совета ЧИАССР Хусейна Ахмадова Чечено-Ингушская Республика была разделена на Чеченскую и Ингушскую Республики. Однако, через 4 дня большинство членов ВВС отменило данное решение своего председателя. |
| Президенты ЧРН/ЧРИ                                                   |                  |                        | |
| 27 октября 1991                                                      | 21 апреля 1996   | Джохар Дудаев          | 27 октября 1991 года Исполком ОКЧН проводит выборы президента и парламента ЧРН. Победу на президентских выборах одержал Джохар Дудаев. 1 ноября избранный президент подписал указ «О государственном суверенитете Чеченской Республики» |
| 21 апреля 1996                                                       | 12 февраля 1997  | Зелимхан Яндарбиев     | И. о., занял пост в связи с гибелью Джохара Дудаева |
| 12 февраля 1997                                                      | 8 марта 2005     | Аслан Масхадов         | 27 января 1997 года состоялись выборы президента, вице-президента и Парламента ЧРИ. 3 февраля 1999 Аслан Масхадов ввел на территории Ичкерии «полное шариатское правление» |
| 9 марта 2005                                                         | 17 июня 2006     | Абдул-Халим Садулаев   | Занял пост в связи с гибелью Аслана Масхадова |
| 17 июня 2006                                                         | 11 октября 2007  | Доку Умаров            | Занял пост в связи с гибелью Абдул-Халима Садулаева. Президент ЧРИ Докку Умаров решением от 11 октября 2007 года (29 рамадана 1428) провозгласил создание Кавказского эмирата, в состав которого Чечня входит в качестве вилаята Нохчийчоь. Институт президента ЧРИ был упразднен, себя Докку Умаров провозгласил амиром Кавказского эмирата Абу-Усманом. Часть чеченской эмиграции не признала этого решения и до сих пор выступает в качестве представителей ЧРИ                                                                     |
| С 11 октября 2007                                                    |                  | Вакантно               | Парламент ЧРИ в эмиграции в заявлении от 15 ноября 2007 года приостановил назначение на должность до проведения следующих президентских выборов |
| Вице-президенты ЧРН/ЧРИ                                              |                  |                        | |
| 17 апреля 1993                                                       | 21 апреля 1996   | Зелимхан Яндарбиев     | 17 апреля 1993 года Джохар Дудаев вводит должность вице-президента ЧРН |
| 21 апреля 1996                                                       | 12 февраля 1997  | Саид-Хасан Абумуслимов | |
| 12 февраля 1997                                                      | 3 февраля 1999   | Ваха Арсанов           | 27 января 1997 года состоялись выборы президента, вице-президента и Парламента ЧРИ. 3 февраля 1999 президент Аслан Масхадов ввел на территории Ичкерии «полное шариатское правление», упразднив, в частности, пост вице-президента |
| Начало 1999                                                          | Август 2001      | Ваха Арсанов           | В начале 1999 года пост вице-президента был восстановлен |
| Начало 2002                                                          | 9 марта 2005     | Абдул-Халим Садулаев   | 9 марта 2005 года занял пост президента в связи с гибелью Аслана Масхадова |
| 9 марта 2005                                                         | 2 июня 2005      | Вакантно               | |
| 2 июня 2005                                                          | 17 июня 2006     | Доку Умаров            | 17 июня 2006 года занял пост президента в связи с гибелью Абдул-Халима Садулаева |
| 27 июня 2006                                                         | 10 июля 2006     | Шамиль Басаев          | 10 июля 2006 года был убит |
| 10 июля 2006                                                         | 3 марта 2007     | Вакантно               | По некоторым данным между Шамилем Басаевым и Супьяном Абдуллаевым на пост вице-президента назначался Шамсуддин Батукаев, однако точных дат его нахождения на этом посту нет. По другим сведениям, пост вице-президента в этот период был вакантным |
| 3 марта 2007                                                         | 11 октября 2007  | Супьян Абдуллаев       | Пост упразднен в связи с решением президента ЧРИ Докки Умарова о создании Кавказского эмирата и упразднением среди прочего института президента ЧРИ |
| С 11 октября 2007                                                    |                  | Вакантно               | Парламент ЧРИ в заявлении от 15 ноября 2007 года приостановил назначение на должность до проведения следующих президентских выборов |
|                                                                      |                  |                        | |

### Главы правительства
| Начало полномочий                                                        | Конец полномочий | Имя                  | Примечание |
| ------------------------------------------------------------------------ | ---------------- | -------------------- | --- |
| Председатель Комитета по оперативному управлению народным хозяйством ЧРН |                  |                      | |
| 6 сентября 1991                                                          | Май 1992         | Яраги Мамадаев       | 6 сентября в качестве исполнительного органа власти на территории Чечни Исполком ОКЧН учреждает Временный комитет по контролю за работой народнохозяйственного комплекса, затем — Комитет по оперативному управлению народным хозяйством (КОУНХ). Орган расформирован в мае 1992 года |
| Председатели Кабинета министров ЧРН/ЧРИ                                  |                  |                      | |
| 9 ноября 1991                                                            | 21 апреля 1996   | Джохар Дудаев        | 2 мая 1993 года парламент ЧРН, не признавший своего роспуска президентом, снял Джохара Дудаева с должности премьер-министра и учредил Правительство народного доверия. Джохар Дудаев эти действия не признал и оставался главой правительства до своей гибели в апреле 1996 года |
| 21 апреля 1996                                                           | 16 октября 1996  | Зелимхан Яндарбиев   | |
| 16 октября 1996                                                          | 1 января 1997    | Аслан Масхадов       | |
| 1 января 1997                                                            | Февраль 1997     | Руслан Гелаев        | |
| Февраль 1997                                                             | 1 января 1998    | Аслан Масхадов       | |
| 1 января 1998                                                            | 3 июля 1998      | Шамиль Басаев        | И. о. |
| 3 июля 1998                                                              | 8 марта 2005     | Аслан Масхадов       | |
| 8 марта 2005                                                             | 23 августа 2005  | Неизвестно           | |
| 23 августа 2005                                                          | 17 июня 2006     | Абдул-Халим Садулаев | |
| 17 июня 2006                                                             | 11 октября 2007  | Доку Умаров          | В связи с созданием Кавказского эмирата, Доку Умаров 11 октября 2007 года среди прочего упразднил Кабинет министров ЧРИ |
| С 23 ноября 2007                                                         |                  | Ахмед Закаев         | И. о. с 11 октября 2010 года. Назначен председателем Кабинета министров ЧРИ в соответствии с телефонным голосованием части депутатов Парламента ЧРИ в эмиграции после провозглашения президентом ЧРИ Доккой Умаровым Кавказского эмирата. 11 октября 2010 года Ахмед Закаев объявил об отставке возглавляемого им Кабинета министров и заявил о признании им и его сторонниками высшим органом власти Ичкерии на период войны «Госкомитета обороны — шура маджлис» во главе с Хусейном Гакаевым. Вместе с тем, до проведения консультаций с представителями Хусейна Гакаева Ахмед Закаев и члены его правительства будут продолжать исполнять свои обязанности |
| Председатель Правительства народного доверия ЧРН                         |                  |                      | |
| 2 мая 1993                                                               | Июнь 1993        | Яраги Мамадаев       | 2 мая 1993 года Парламент ЧРН, не признавший своего роспуска президентом, снял Дудаева с должности премьер-министра и учредил Правительство народного доверия. Оппозиционные парламент и правительство действуют до начала июня 1993 года |
|                                                                          |                  |                      | |

### Главы парламента
| Начало полномочий              | Конец полномочий | Имя               | Примечание |
| ------------------------------ | ---------------- | ----------------- | --- |
| Председатели Парламента ЧР/ЧРИ |                  |                   | |
| 2 ноября 1991                  | 17 апреля 1993   | Хусейн Ахмадов    | 27 октября Исполком ОКЧН проводит выборы президента и Парламента ЧР. Первая сессия Парламента ЧРИ проходит 2 ноября 1991 года. |
| 2 мая 1993                     | 4 июня 1993      | Юсуп Сосламбеков  | 17 апреля 1993 года Джохар Дудаев своим указом распускает органы законодательной власти ЧРН и вводит прямое президентское правление. Однако Парламент, заручившись поддержкой Конституционного суда республики, признает это решение незаконным. 3-4 июня 1993 года сторонники Президента ЧРН с применением тяжёлой техники штурмом взяли мэрию Грозного и здание ГУВД, которые являлись главной опорой депутатов. 6 июня 1993 года Дудаев распустил Парламент и Конституционный суд ЧРН |
| 22 июня 1993                   | 17 марта 1997    | Ахъяд Идигов      | В конце июня 1993 года Джохар Дудаев восстанавливает работу Парламента «без права законотворческой деятельности». Новый Парламент принял решение о лишении депутатских полномочий всех оппозиционно настроенных депутатов, в том числе бывших председателей Парламента Хусейна Ахмадова и Юсупа Сосламбекова. Восстановление законотворческой функции парламента происходит в августе 1994 года |
| 17 марта 1997                  | Лето 2000        | Руслан Алихаджиев | 27 января 1997 года состоялись выборы президента, вице-президента и Парламента ЧРИ. В целом обновлённый Парламент конструктивно сотрудничал с Президентом ЧРИ Асланом Масхадовым и правительством; противоречия между исполнительной и законодательной властями вызвал постоянный отказ Парламента утвердить предложение о предоставлении особых полномочий президенту. 3 февраля 1999 года Аслан Масхадов обнародовал указ о введении «полного шариатского правления» и связанной с этим приостановке законотворческой деятельности Парламента. В апреле 1999 года Парламент ЧРИ отменил указ президента о лишении Парламента законодательных функций, президент признал это решение. В мае 2000 года Алихаджиев был похищен и пропал без вести. |
| Лето 2000                      | 26 октября 2003  | Дардаил Хиряев    | И. о., назначен на должность после похищения Руслана Алихаджиева. Скончался 26 октября 2003 года |
| 26 октября 2003                | Декабрь 2003     | Вакантно          | |
| Декабрь 2003                   | Март 2005        | Ибрагим Ахматов   | И. о. |
| C марта 2005                   |                  | Жалауди Сараляпов | |
|                                |                  |                   | |

## Руководители Чеченской Республики в составе России (1993—1996)
- 9 января 1993 года вступил в силу Закон РФ от 10 декабря 1992 года № 4071-I «О внесении изменений в статью 71 Конституции (Основного Закона) Российской Федерации — России», по которому Чечено-Ингушская Республика была разделена на Ингушскую Республику и Чеченскую Республику[27][28].

### Главы республики
| Начало полномочий                 | Конец полномочий | Имя             | Примечание |
| --------------------------------- | ---------------- | --------------- | --- |
| Председатель Временного совета ЧР |                  |                 | |
| 16 декабря 1993                   | Октябрь 1995     | Умар Автурханов | Временный совет ЧР создан в декабре 1993 года в Надтеречном районе, не контролировавшемся правительством Дудаева. 3—4 июня 1994 года Съезд народов Чечни, созванный Временным советом в селении Знаменском Надтеречного района, выразил недоверие президенту Джохару Дудаеву и его администрации и утвердил Временный совет, до проведения выборов «наделив его полномочиями высшего органа государственной власти». 30 июля Временный совет принял Декрет о власти, которым провозгласил отстранение от должности президента Джохара Дудаева и принял на себя «всю полноту государственной власти» в ЧР. Временный совет ЧР расформирован в марте 1995 года, а его члены включены в состав Комитета национального согласия. |
| Глава ЧР                          |                  |                 | |
| 1 ноября 1995                     | 15 ноября 1996   | Доку Завгаев    | В начале ноября 1995 года Доку Завгаев утвержден бывшим Верховным советом ЧИАССР в качестве Главы ЧР. На состоявшихся 16—17 декабря 1995 года выборах Доку Завгаев, по официальным данным, одержал победу |
|                                   |                  |                 | |

### Главы правительства
| Начало полномочий                                       | Конец полномочий | Имя              | Примечание |
| ------------------------------------------------------- | ---------------- | ---------------- | --- |
| Председатели Временного правительства ЧР                |                  |                  | |
| 5 июля 1994                                             | 25 октября 1994  | Али Алавдинов    | Проходивший 3—4 июня 1993 года Съезд народов Чечни объявил о формировании Временного правительства ЧР                                                |
| 25 октября 1994                                         | 23 ноября 1994   | Саламбек Хаджиев | |
| Председатели Правительства национального возрождения ЧР |                  |                  | |
| 23 ноября 1994                                          | 24 октября 1995  | Саламбек Хаджиев | ПНВ было сформировано 23 ноября 1994 года в ходе подготовки наступления на Грозный вооруженных формирований оппозиции президенту ЧРИ Джохару Дудаеву |
| 24 октября 1995                                         | 26 октября 1995  | Доку Завгаев     | |
| Председатели Правительства ЧР                           |                  |                  | |
| 26 октября 1995                                         | Март 1996        | Доку Завгаев     | 26 октября Правительство национального возрождения переименовано Доку Завгаевым в Правительство ЧР                                                   |
| Март 1996                                               | 13 апреля 1996   | Санаки Арбиев    | И. о. |
| 13 апреля 1996                                          | 17 ноября 1996   | Николай Кошман   | |
|                                                         |                  |                  | |

### Главы парламента
| Начало полномочий                                         | Конец полномочий | Имя             | Примечание |
| --------------------------------------------------------- | ---------------- | --------------- | --- |
| Председатели Комитета национального согласия              |                  |                 | |
| 27 января 1995                                            | 23 марта 1995    | Вакантно        | КНС был сформирован в качестве законодательного органа ЧР в январе 1995 года. 27 января президент РФ подписал Указ № 79 «Об обеспечении условий для воссоздания конституционных органов власти в ЧР», в котором постановил: «Согласиться с предложением представителей районов, городов, старейшин, духовенства, общественно-политических организаций Чеченской Республики и поддержать создание Комитета национального согласия Чеченской Республики в качестве органа, обеспечивающего поиски путей к общенациональному согласию и примирению, а также содействие созданию конституционных органов власти в Чеченской Республике» |
| 23 марта 1995                                             | 24 октябрь 1995  | Умар Автурханов | |
| 24 октября 1995                                           | 6 января 1996    | Леча Магомадов  | 6 января 1996 года председатель КНС Леча Магомадов заявил, что КНС отказывается от властных функций, поскольку не должен дублировать функции воссозданного в октябре 1995 года бывшего Верховного совета упраздненной ЧИАССР |
| Председатели Верховного совета бывшей ЧИАССР              |                  |                 | |
| 17 октября 1995                                           | 1 ноября 1995    | Доку Завгаев    | 17 октября 1995 года состоялось собрание Координационной группы, в состав которой входила часть депутатов распущенного в сентябре 1991 года Верховного Совета ЧИАССР. Собрание приняло решение о восстановлении деятельности бывшего Верховного Совета упраздненной Чечено-Ингушетии, став на тот момент вторым законодательным органом Чечни наряду с КНС. |
| 1 ноября 1995                                             | Июнь 1996        | Амин Осмаев     | |
| Председатель Палаты представителей Народного собрания ЧР  |                  |                 | |
| Июнь 1996                                                 | 20 мая 1998      | Амин Осмаев     | Выборы в Народное собрание, состоящее из Палаты представителей и Законодательной палаты, проходили 14—16 июня 1996 года |
| Председатель Законодательной палаты Народного собрания ЧР |                  |                 | |
| Июнь 1996                                                 | Конец 1996       | Али Алавдинов   | |
|                                                           |                  |                 | |

## Руководители Чеченской Республики в составе России (с 1999)

### Главы республики
| Начало полномочий                | Конец полномочий | Имя            | Примечание |
| -------------------------------- | ---------------- | -------------- | --- |
| Главы временной администрации ЧР |                  |                | |
| Сентябрь 1999                    | Июнь 2000        | Якуб Дениев    | И. о., назначен после возобновления военных действий в Чечне в сентябре 1999 года |
| 12 июня 2000                     | 19 января 2001   | Ахмат Кадыров  | |
| Главы администрации ЧР           |                  |                | |
| 19 января 2001                   | 19 октября 2003  | Ахмат Кадыров  | 19 января 2001 года Президент РФ издал указ «О системе органов исполнительной власти Чеченской Республики», согласно которому администрация Чеченской Республики перестала быть «временной» |
| 5 августа 2003                   | 19 октября 2003  | Анатолий Попов | И. о., на период отпуска и проведения предвыборной кампании Ахмата Кадырова |
| Президенты ЧР                    |                  |                | |
| 19 октября 2003                  | 9 мая 2004       | Ахмат Кадыров  | 23 марта 2003 года на референдуме была принята Конституция Чеченской Республики, предусматривающая должность президента. 5 октября 2003 года в Чечне состоялись президентские выборы. Погиб 9 мая 2004 года в результате террористического акта |
| 9 мая 2004                       | 5 октября 2004   | Сергей Абрамов | И. о., занял пост в связи с гибелью Ахмата Кадырова |
| 5 октября 2004                   | 15 февраля 2007  | Алу Алханов    | 28 августа 2004 в Чечне прошли досрочные президентские выборы |
| 15 февраля 2007                  | 5 апреля 2011    | Рамзан Кадыров | И. о. 15 февраля — 5 апреля 2007 года в связи с отставкой Алу Алханова. 2 марта кандидатура Рамзана Кадырова утверждена Парламентом ЧР и 5 апреля вступил в должность |
| Глава ЧР                         |                  |                | |
| С 5 апреля 2011                  |                  | Рамзан Кадыров | 2 сентября 2010 года Парламент ЧР изменил официальное наименование высшего должностного лица республики. Однако утверждение кандидата на должность Главы Чечни состоялось только после истечения в апреле 2011 года срока полномочий Президента республики Рамзана Кадырова. Был назначен на должность 5 марта 2011 года и ровно через месяц в нее вступил. |
|                                  |                  |                | |

### Главы правительства
| Председатели Правительства ЧР |                 |                    | |  |  |  |  |
| 19 января 2001                | 7 ноября 2002   | Станислав Ильясов  | |  |  |  |  |
| 13 ноября 2002                | 10 февраля 2003 | Михаил Бабич       | |  |  |  |  |
| 24 января 2003                | 10 февраля 2003 | Эли Исаев          | И. о. на период внепланового отпуска Михаила Бабича                                                             |  |  |  |  |
| 10 февраля 2003               | 16 марта 2004   | Анатолий Попов     | |  |  |  |  |
| 2 декабря 2003                | 16 марта 2004   | Эли Исаев          | И. о. в связи с невозможностью Анатолием Поповым исполнять обязанности после ухудшения состояния здоровья       |  |  |  |  |
| 16 марта 2004                 | 2 марта 2006    | Сергей Абрамов     | И. о. 5—14 октября 2004 года в связи с избранием нового президента Чечни.                                       |  |  |  |  |
| 18 ноября 2005                | 10 апреля 2007  | Рамзан Кадыров     | И. о. 18 ноября 2005 — 4 марта 2006 в связи с невозможностью Сергеем Абрамовым исполнять обязанности после ДТП. |  |  |  |  |
| 18 марта 2007                 | 17 мая 2012     | Одес Байсултанов   | И. о. до 10 апреля 2007 года                                                                                    |  |  |  |  |
| 24 мая 2012                   | 25 июня 2018    | Руслан Эдельгериев | 22 июня 2018 года назначен Советником Президента Российской Федерации                                           |  |  |  |  |
| 25 июня 2018                  | 21 мая 2024     | Муслим Хучиев      | 24 мая 2024 назначен помощником Председателя Правительства Российской Федерации                                 |  |  |  |  |
| 25 мая 2024                   |                 | Магомед Даудов     | Действующий Председатель Правительства Чеченской Республики                                                     |  |  |  |  |

### Главы парламента
| Председатель Народного собрания Парламента ЧР |                 |                       | |  |  |  |  |
| 12 декабря 2005                               | 30 октября 2008 | Дукуваха Абдурахманов | |  |  |  |  |
| Председатель Совета Республики Парламента ЧР  |                 |                       | |  |  |  |  |
| 2005                                          | октябрь 2008    | Вахит Манцаев         | |  |  |  |  |
| Председатели парламента ЧР                    |                 |                       | |  |  |  |  |
| 30 октября 2008                               | 29 июня 2015    | Дукуваха Абдурахманов | В Конституцию Чеченской Республики были внесены поправки, благодаря которым стало возможным проведение 12 октября 2008 года выборов в новый однопалатный парламент, состоящий из 41 депутата. |  |  |  |  |
| С 3 июля 2015                                 | 15 мая 2024     | Магомед Даудов        | Ушел в отставку последующем назначен на должность Председателя Правительства Чеченской Республики                                                                                             |  |  |  |  |
| С 15 мая 2024                                 |                 | Шаид Жамалдаев        | |  |  |  |  |